# بیراهه
بیراهه (انگلیسی: Detour) فیلمی در ژانر درام به کارگردانی کریستوفر اسمیت است که در سال ۲۰۱۶ منتشر شد. از بازیگران آن می‌توان به تای شرایدن اشاره کرد.